# پشنگتسا
پشنگتسا (به لهستانی:  Pysznica) یک روستا در لهستان است که در گمینا پشنگتسا واقع شده‌است. پشنگتسا ۲٬۸۰۰ نفر جمعیت دارد.